# Radež
Radež este o localitate din comuna Sevnica, Slovenia, cu o populație de 126 de locuitori.